# Derefunda stigmatica
Derefunda stigmatica är en insektsart som beskrevs av William Lucas Distant 1912. Derefunda stigmatica ingår i släktet Derefunda och familjen vedstritar. Inga underarter finns listade i Catalogue of Life.